# Diego Olivera
Diego Martín Olivera Walger (ur. 7 lutego 1968 w Buenos Aires) – argentyński aktor telewizyjny i teatralny.

## Życiorys
Urodził się w Munro, w Vicente López w Buenos Aires. Jego młodszy brat, Federico (ur. 1970) rozpoczął także karierę aktorską, podobnie jak jego szwagierka, Soledad Villamil.
W wieku dwunastu lat występował w Teatro San Martín „Escenas de la Calle”. Grał także w musicalach: Piękna i Bestia, 101 dalmatyńczyków, Zaśpiewaj mi bajkę czy Tom Sawyer.
Zasłynął jako Darío w telenoweli Canal 13 Montaña Rusa (Kolejka górska, 1994-1995). Był trzykrotnie nominowany do nagrody TVyNovelas - w 2014 w kategorii „Najlepszy czarny charakter wśród aktorów” jako José Luis Falcón / Francisco Castro w meksykańskiej telenoweli Televisa Mentir para vivir (2013), w 2016 dla najlepszego aktora drugoplanowego za rolę Armando Romero w telenoweli Televisa Hasta el fin del mundo (2014-2015), w 2017 dla najlepszego aktora drugoplanowego jako Leonardo del Río Solórzano w Corazón que miente (2016).
W 2017 został uhonorowany nagrodą TVyNovelas w kategorii „Najlepszy protagonista z serialu” jako Patricio Bernal w meksykańskiej telenoweli Televisa Kobiety w czerni (Mujeres de negro, 2016).
28 listopada 2002 roku wziął ślub z argentyńską aktorką Mónicą Ayos, z którą ma córkę, Victoria Olivera (ur. 2004).

## Wybrana filmografia
- 1991: Alta comedia
- 1994: Montaña Rusa jako Darío
- 1996: 90-60-90 modeli (90-60-90 modelos) jako Lucas Grimaldi
- 1997: Valeria jako Julián
- 2001: Serca na rozdrożu (Provócame) jako Martín
- 2002: Fortuna i miłość (1000 millones) jako Luis Mujica
- 2002: Niewierni (Infieles)
- 2003: Magiczne rękawiczki (Los guantes mágicos)
- 2004: Floricienta jako Facundo
- 2005: Po prostu miłość (Amarte así) jako Gregorio
- 2006: Mówi się kochanie (Se dice amor) jako José Luis Gutiérrez 'El Puma'
- 2006: Montecristo jako Santiago
- 2008: Vivir sin ti jako Juan Carlos
- 2010–2011: Triumf miłości (Triunfo del Amor) jako ojciec Juan Pablo Iturbide de Montejo